# Истлејк (Мичиген)
Истлејк (енгл. Eastlake) град је у америчкој савезној држави Мичиген.

## Демографија
По попису из 2010. године број становника је 512, што је 71 (16,1%) становника више него 2000. године.
| Група             | 2000.       | 2010.       |
| Белци             | 403 (91,4%) | 454 (88,7%) |
| Афроамериканци    | 1 (0,2%)    | 3 (0,6%)    |
| Азијати           | 2 (0,5%)    | 1 (0,2%)    |
| Хиспаноамериканци | 11 (2,5%)   | 15 (2,9%)   |
| Укупно            | 441         | 512         |